# Больсуново
Больсуново (рос. Больсуново) — присілок в Таруському районі Калузької області Російської Федерації.
Населення становить 86 осіб. Входить до складу муніципального утворення Село Кузьмищево.

## Історія
Від 2004 року входить до складу муніципального утворення Село Кузьмищево

## Населення
| 2002 | 2010 |
| ---- | ---- |
| 38   | ↗86  |